# Иваньково (деревня, Москва)
Иваньково — деревня в Троицком административном округе Москвы (до 1 июля 2012 года была в составе Подольского района Московской области). Входит в состав поселения Щаповское.

## Население
| 1859 | 1890 | 1926 | 2002 | 2006 | 2010 |
| ---- | ---- | ---- | ---- | ---- | ---- |
| 85   | ↘57  | ↘47  | ↘0   | ↗1   | ↗17  |

## География
Деревня Иваньково расположена в восточной части Троицкого административного округа, примерно в 48 км к юго-западу от центра города Москвы. Через деревню протекает река Лубянка бассейна Пахры, на которой образован пруд.
В 2 км юго-восточнее деревни проходит Варшавское шоссе, в 8 км к западу — Калужское шоссе А130, в 3 км к югу — Московское малое кольцо А107, в 9 км к востоку — линия Курского направления Московской железной дороги. Ближайшие населённые пункты — деревни Александрово, Пёсье и посёлок Щапово.

## История
В «Списке населённых мест» 1862 года — казённая деревня 1-го стана Подольского уезда Московской губернии по правую сторону Московско-Варшавского шоссе, из Подольска в Малоярославец, в 10 верстах от уездного города и 21 версте от становой квартиры, при реке Лубянке, с 11 дворами и 85 жителями (37 мужчин, 48 женщин).
По данным на 1890 год — деревня Красно-Пахорской волости Подольского уезда с 57 жителями.
В 1913 году — 11 дворов.
По материалам Всесоюзной переписи населения 1926 года — деревня Пёсьевского сельсовета Красно-Пахорской волости Подольского уезда в 2,1 км от Варшавского шоссе и 10,7 км от станции Гривно Курской железной дороги, проживало 47 жителей (20 мужчин, 27 женщин), насчитывалось 10 крестьянских хозяйств.
1929—1946 гг. — населённый пункт в составе Красно-Пахорского района Московской области.
1946—1957 гг. — в составе Калининского района Московской области.
1957—1963, 1965—2012 гг. — в составе Подольского района Московской области.
1963—1965 гг. — в составе Ленинского укрупнённого сельского района Московской области.
С 2012 г. — в составе города Москвы.